# Militaire Unie
De Militaire Unie (Bulgaars: Военният съюз, Voennijat Sajoez) was een geheim genootschap van officieren en reserveofficieren in Bulgarije die een belangrijke politieke rol vervulde gedurende het interbellum. De Militaire Unie was betrokken bij twee staatsgrepen, de coup van 1923 en de coup van 1934.

## Geschiedenis
De Militaire Unie, ook wel Militaire Liga (Военна лига) werd in 1919 opgericht door officieren die ontevreden waren over de voorwaarden van het Verdrag van Neuilly, het vredesverdrag dat Bulgarije na de Eerste Wereldoorlog met de Entente had gesloten. Vooral de bepaling dat het leger moest worden ingekrompen was een steen des aanstoots voor de officieren. De leden van de Militaire Unie waren zeer ontevreden over de pacifistische en linksgeoriënteerde regering van premier Aleksandar Stambolijski. Belangrijke leiders van de Militaire Unie was de kolonels Damjan Veltsjev en Kimon Georgiev en de generaals Michail Sasov en Pentsjo Zlatev. De Militaire Unie pleegde in 1923 een staatsgreep in samenwerking met Nationale Alliantie en met medeweten van koning Boris III waarmee er een einde werd gemaakt aan de regering van Stambolijski en de periode van de "Witte Terreur" aanbrak waarbij communisten, linkse socialisten en leden van de linkervleugel van de Bulgaarse Agrarische Nationale Unie (de partij van Stambolijski) genadeloos werden vervolgd. Een deel van de Militaire Unie weigerde echter deel te nemen aan de vervolgingen, de voornaamste van hen was kolonel Veltsjev. Na de val van de fascistische regering in 1926 nam de invloed van de Militaire Unie af.
Binnen de gelederen was er een republikeinse groepering, aangevoerd door Veltsjev, die tegenstander waren van het monarchale staatsbestel in Bulgarije en naar aansluiting van Bulgarije bij Joegoslavië ("Balkanfederatie") streefden. Tegenover de republikeinse officieren stond echter een groep koningsgezinden, die werden geleid door generaal Zlatev en zich gebonden voelden aan hun eed van trouw aan Boris III. Veltsjev onderhield contacten met Zveno, een politieke groepering die naar een radicale hervorming van het politieke bestel streefde en sympathiseerde met het fascisme in Italië en waartoe kolonel Georgiev behoorde. Met Zveno voerde de Militaire Unie op 19 mei 1934 een staatsgreep waarna er een regering werd gevormd onder Georgiev bestaande uit leden van Zveno en de Militaire Unie. Veltsjev zelfde weigerde minister te worden en koos ervoor om op de achtergrond invloed uit te oefenen. De nieuwe regering voerde een corporatistisch staatsbestel in. De nieuwe regering bestond voor het merendeel uit republikeinen. Koning Boris, bevreesd voor zijn positie, wist in het voorjaar van 1935 voor elkaar te krijgen dat de regering-Georgiev werd vervangen door een regering onder generaal Zlatev, de leider van de koningsgezinde vleugel van de Militaire Unie. Nog in hetzelfde jaar kreeg Bulgarije een burgerlijke regering en was het afgelopen met de macht van de Militaire Unie. De koning verbood formeel op 3 maart 1936 de Militaire Unie.
Vroegere leden van de Militaire Unie o.l.v. Veltsjev en Georgiev vervulden een belangrijke rol bij de staatsgreep van 9 september 1944. Na de staatsgreep werd Georgiev opnieuw premier in een door communisten gedomineerde regering, en werd Veltsjev minister van Defensie. Andere leden van de Militaire Unie sloten zich aan bij Zveno dat na de staatsgreep werd omgevormd tot een politieke partij. Na de communistische machtsovername (1947) werden veel oud-leden van de vroegere Militaire Unie (w.o. Veltsjev) vervolgd.